# Piatra Neamț

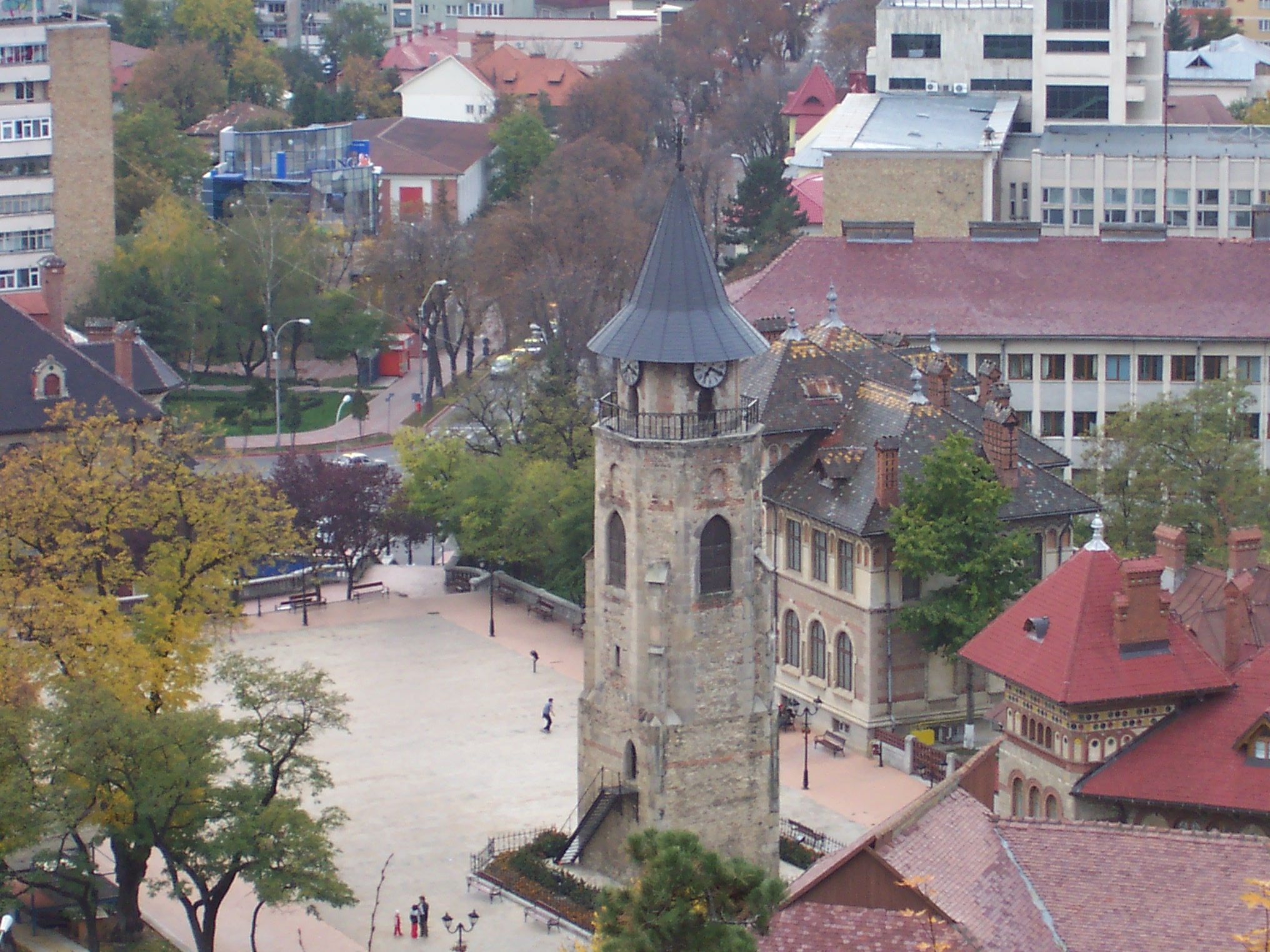
Vy över de central delarna av Piatra Neamț med Stefanstornet i förgrunden.

Piatra Neamț är en stad (municipiu) i det historiska landskapet Moldova i nordöstra Rumänien. Den utgör residensstad i länet Neamț och hade 85 055 invånare enligt folkräkningen i oktober 2011.

## Historik
Arkeologiska utgrävningar visar att området där Piatra Neamț idag ligger är ett av de äldsta bebodda områdena i Rumänien. Civilisation i detta område går tillbaka till äldre stenåldern, cirka 100 000 år sedan. Cucutenikulturen, vars utveckling varade i ungefär ettusen år (cirka 3600–2600 f.Kr.), finns belagd i Neamț med påfallande många bosättningar (cirka 150). Vid arkeologiska utgrävningar har man funnit viktiga samlingar av eneolotiska artefakter. Arkeologer har också upptäckt objekt i området där staden står idag som går tillbaka till yngre stenåldern och bronsåldern (cirka 1900–1700 f.Kr.).
Piatra Neamț har starka historiska band med Moldavien då staden ligger i det historiska regionen området Moldova. Det historiska furstendömet Moldau, som också kallas Moldova, låg i nuvarande Rumänien där bland annat Piatra Neamț ligger. Flera gator i staden är uppkallade efter kända personer från Rumänien och Moldavien, bland andra Mihai Eminescu. Det centralt belägna landmärket Stefanstornet är uppkallat efter furst Stefan III av Moldavien.
Piatra Neamț var en av de första städerna i Rumänien som moderniserades. Redan under 1890-talet anlade man i staden ett system för gatubelysning och dess senare avloppssystem. Staden hade en god ekonomi och levnadsstandard. Under 1960-talet bebyggdes de centrala delarna av staden med arkitektur karaktäristisk för Nicolae Ceaușescus regim; fattiga bönder skulle flytta in i nybyggda bostadshus och städerna skulle vara täckta av ”block”, stora lägenhetsanläggningar efter varandra med boulevarder. Under denna auktoritära regim hölls upprepande propagandaföreställningar på de centrala gatorna, i vilka en stor del av stadsbefolkningen tvingades att delta.
Efter att Ceaușescuregimen störtats bildades 1999 ett lokalt råd i syfte för ”utveckling och välfärd av stadens framtid” och sen dess har årliga festivaler tillkommit i samband med påsk och jul. EU (Europeiska unionen) har under 2000-talet genomfört projekt i staden för att höja levnadsstandarden för de människor som bodde där.

## Reformprojekt
Sedan i början av 2000-talet har man i Piatra Neamț genomfört projekt med hjälp av fonder och EU. År 2000 inledde EU ett projekt syftande till att reformera avfalls- och källsorteringssystemet, detta på grund av att en läcka ut i floden hade inträffat, vilken ledde till hälsorisker för befolkningen. Det första projektet har gått ut på att förbättra staden så att den efter den utbredda fattigdom som rått under Ceaușescueran når upp till europeisk standard och även att förbättra infrastrukturen.
Staden är starkt inriktad på turism och har bad samt kabinvagnar för anslutning till skidbackar. En reform av industrin har skett, nya bussar har införskaffats och nya förvaringssystem har införts. Även en ny idrottshall och bostäder är på gång. De framtida projekten planeras att fortgå i en process till år 2013.
[uppföljning saknas]